# Chicagoer Arbeiter-Zeitung

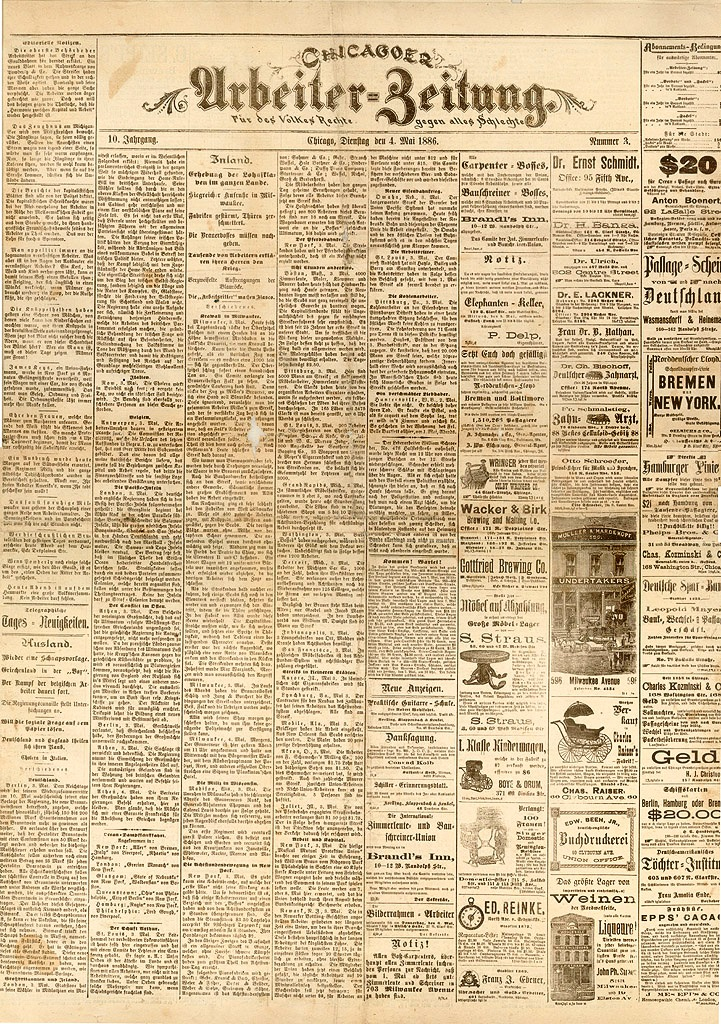
Ejemplar del 4 de mayo de 1886.

El Arbeiter-Zeitung, también conocido como el Chicagoer Arbeiter-Zeitung fue un periódico anarquista redactado en alemán, creado en la ciudad estadounidense de Chicago (Illinois) en 1877 por los veteranos de la gran huelga de ferrocarriles de 1877. Este periódico siguió editándose hasta 1931. Este fue el primer periódico de la clase obrera en Chicago que se mantuvo en activo durante un periodo significativo de tiempo, financiándose gracias a las aportaciones de los lectores. De hecho los dueños-lectores (pues estos eran los que sustentaban la publicación) despidieron a varios redactores debido a desacuerdos en las respectivas líneas editoriales.
Las revueltas de Haymarket Square propiciaron una excusa perfecta para destruir el Arbeiter-Zeitung. Las oficinas del periódico fueron asaltadas y los discursos y escritos del periódico fueron utilizados como pruebas principales para condenar al ahorcamiento a los autores anarquistas. El editor del periódico August Spies y un tipógrafo del mismo, Adolph Fischer, fueron juzgados y ejecutados en un ambiente de histeria sostenido por la prensa amarilla. El que fuera gerente del periódico Oscar Neebe y el asistente del jefe editorial Michael Schwab fueron sentenciados a muerte, aunque más tarde fueron indultados.
- Datos: Q627085